# Naomi Ósakaová
Naomi Ósakaová (japonsky 大坂 なおみ, Ōsaka Naomi, * 16. října 1997 Ósaka) je japonská profesionální tenistka. Na grandslamu triumfovala ve dvouhře US Open 2018 a 2020, rovněž tak na Australian Open 2019 a 2021. V roce 2019 byla dvě období světovou jedničkou ve dvouhře, když na čele strávila 25 týdnů. Historicky se stala první jedničkou z Asie bez rozdílu pohlaví a celkově dvacátou šestou od zavedení klasifikace v roce 1975. Ve své dosavadní kariéře na okruhu WTA Tour vyhrála sedm singlových turnajů. K nim přidala jednu singlovou výhru v sérii WTA 125. V rámci okruhu ITF nezískala žádný titul.
Na žebříčku WTA byla ve dvouhře nejvýše klasifikována v lednu 2019 na 1. místě a ve čtyřhře pak v dubnu 2017 na 324. místě. Od července 2025 ji trénuje Polák Tomasz Wiktorowski. Připravuje se v Tenisové akademii Chris Evertové ve floridském Boca Raton, kde žije.
Ve Spojených státech žije trvale od tří let. Poprvé na sebe upozornila v šestnácti letech, když při debutu v hlavní soutěži WTA na Bank of the West Classic 2014 porazila bývalou šampionku US Open Samanthu Stosurovou. O dva roky později se probojovala do premiérového finále na Toray Pan Pacific Open 2016, po němž se posunula do elitní světové padesátky. Průlom v kariéře následoval v sezóně 2018. Ve dvaceti letech nejdříve ovládla březnový Indian Wells Masters 2018 a na zářijovém US Open 2018 vyhrála jako první japonský tenista v historii grandslamovou dvouhru, po vítězném finále nad Serenou Williamsovou. Následně poprvé pronikla do elitní světové desítky. Druhý grandslam vybojovala na Australian Open 2019. První dvě grandslamové trofeje v řadě naposledy před ní získala Jennifer Capriatiová v roce 2001. Po titulu se stala první asijskou světovou jedničkou ve dvouhře a ve 21 letech nejmladší od Wozniacké z října 2010. Třetí major ovládla po koronavirové pauze na US Open 2020 a jako třetí tenista otevřené éry vyhrála i čtvrté kariérní finále majoru na Australian Open 2021.
V japonském týmu Billie Jean King Cupu debutovala v roce 2017 základním blokem 1. skupiny zóny Asie a Oceánie proti Indii, v němž vyhrála dvouhru nad Karman Thandiovou. Japonky zvítězily 3:0 na zápasy. Do listopadu 2024 v soutěži nastoupila k sedmi mezistátním utkáním s bilancí 6–2 ve dvouhře a 0–0 ve čtyřhře.
V sezóně 2016 ji Ženská tenisová asociace vyhlásila nováčkem roku. V květnu 2021 získala cenu Laureus pro nejlepší sportovkyni světa za výkony v předchozím roku. Tenistka multietnického původu má plachou a rezervovanou osobnost. Praktikuje nátlakový herní styl od základní čáry se silným podáním, dosahujícím rychlosti až 200 km/h. Zařadila se k nejvíce obchodně vázaným sportovkyním světa. V roce 2020 se podle časopisu Forbes stala nejlépe vydělávající světovou sportovkyní, s odhadem příjmů ve výši 37,4 milionů dolarů.
Na zahajovacím ceremoniálu Letních olympijských her 2020 v Tokiu zažehla olympijský oheň pochodní vyrobenou z recyklovaného hliníku, jenž byl použit na stavbu nouzových obydlí po fukušimské havárii. Stala se tak prvním zástupcem tenisu s tímto posláním.

## Soukromý život
Naomi Ósakaová se narodila v japonském městě Ósaka do rodiny Japonky Tamaki Ósakaové a Leonarda „Sana“ Françoise pocházejícího z Haiti. Matčino příjmení získala se starší sestrou Mari Ósakaovou z praktických důvodů. Otec nejprve studoval na Newyorské univerzitě, pak přijel do Japonska, kde se oženil s Tamaki Ósakaovou. Ve věku tří let se s rodiči přestěhovala do Spojených států. Matka neměla se svou japonskou rodinou téměř patnáct let žádný kontakt, v důsledku nesouhlasu s jejím sňatkem. Sestra je také profesionální tenistkou a společně nastupovaly do čtyřhry. Žije ve floridském Boca Raton.
Charakterově se jedná o plachou, na veřejnosti rezervovanou osobnost. Bývalý trenér Sascha Bajin byl zpočátku její povahou zmaten, což okomentoval: „Myslel jsem si, že je trochu primadonou, protože příliš nemluvila. V některých očích se může jevit jiná než jakou ve skutečnosti je, což způsobuje pouze její všudypřítomná plachost ... Tenkrát jsem nevěděl, z jakého důvodu.“ Tenistka je považována za upřímnou s nepatřičným smyslem pro humor. Během slavnostního ceremoniálu na Indian Wells Open 2018 zahájila řeč slovy: „Um, ahoj … Já jsem Naom … ah nevadí,“ a nakonec dodala: „Tohle je pravděpodobně nejhorší děkovná řeč vítězky všech dob“. Japonštině rozumí, ale neodvažuje se jí příliš hovořit. Na tiskových konferencích přijímá otázky v japonštině, standardně však reaguje anglicky.
V roce 2019 navázala partnerský vztah s americkým raperem Cordaem, s nímž se seznámila na basketbalovém zápase Los Angeles Clippers. V týdnu před rozehráním lednového Australian Open 2023 oznámila těhotenství, s plánem návratu na okruh v sezóně 2024. Začátkem července se jí narodila dcera Shai.

## Tenisová kariéra

### 2011–2017
První ženský turnaj na okruhu ITF odehrála Naomi Ósakaová v říjnu 2011, když nastoupila do kvalifikace jamajské události v Montego Bay s rozpočtem deset tisíc dolarů. Vyřadila ji Američanka Bhargavová. Do hlavní soutěže ITF se probojovala až v červenci 2012 v indianském Evansville, kde ji ve druhé fázi zastavila další americká tenistka Mallory Burdetteová.

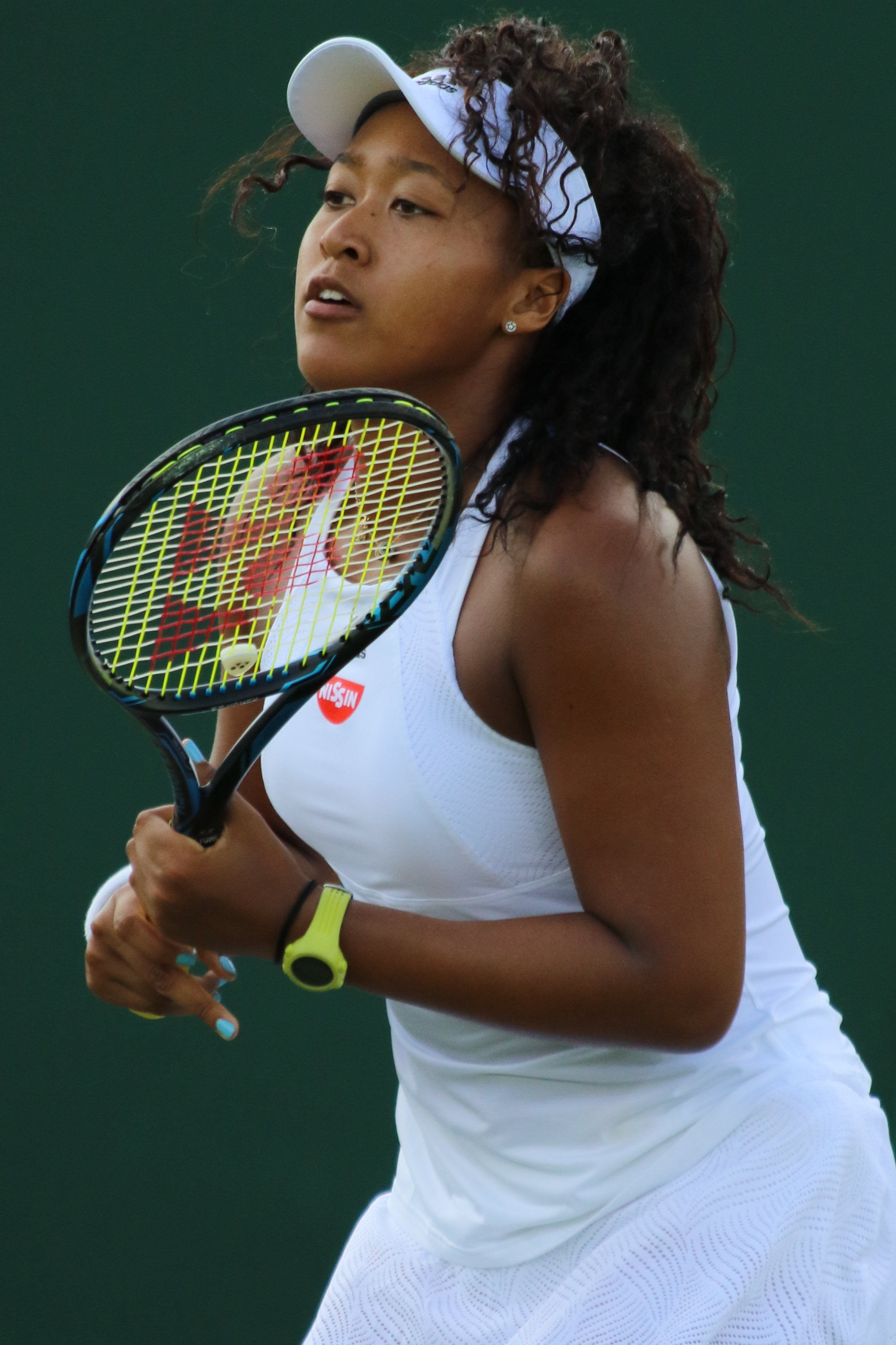
Ósakaová ve Wimbledonu 2017

Premiérovou událostí na okruhu WTA Tour se stala kvalifikace zářijového turnaje Challenge Bell 2013 v Québecu, kde nezvládla duel s Gabrielou Dabrowskou. Následovalo vyřazení v kvalifikaci Toray Pan Pacific Open 2013 od Sílvie Solerové Espinosové. Prvním turnajem, na němž pronikla do singlové části se stal Bank of the West Classic 2014. V kvalifikační předehře zdolala Rusku Allu Kudrjavcevovou a chorvatskou hráčku Petru Martićovou. V úvodním kole hlavní soutěže pak dosáhla debutového vítězství na okruhu, když porazila favorizovanou Australanku Samanthu Stosurovou po třísetovém dramatu. Ve druhé fázi však nenašla recept na osmou nasazenou Němku Andreu Petkovicovou.
Na nejvyšší grandslamové úrovni debutovala wimbledonským kvalifikačním turnajem 2015. V úvodním duelu odešla poražena od Sorany Cîrsteaové. V zářijové kvalifikaci US Open 2015 vyřadila Američanku Katerinu Stewartovou, aby vzápětí skončila na raketě Johanny Kontaové.
Fanoušci ji vybrali jako zástupkyni asijsko-pacifického regionu na druhý ročník soutěže vycházejících hvězd v rámci říjnového Turnaje mistryň 2015. Do Singapuru zavítala v roli nejníže postavené mladé hráčky na žebříčku WTA, když figurovala na počátku třetí světové stovky. Přesto získala titul po finálové výhře nad favorizovanou francouzskou naději z elitní čtyřicítky Caroline Garciaovou po třísetovém průběhu.
Premiérové finále na okruhu WTA Tour si zahrála na zářijovém Toray Pan Pacific Open 2016 v Tokiu, když do hlavní soutěže obdržela divokou kartu. Ve druhém kole události kategorie WTA Premier vyřadila slovenskou turnajovou šestku Dominiku Cibulkovou a v semifinále Ukrajinku Elinu Svitolinovou. V boji o titul pak nestačila ve dvou setech na 26letou Dánku Caroline Wozniackou, figurující na 28. pozici žebříčku. Bodový zisk ji v následném vydání žebříčku WTA z 26. září 2016 zajistil posun o devatenáct příček na kariérní maximum, když jí pak patřilo 47. místo.

### 2018: Vítězka Indian Wells a US Open, průlom do první světové desítky
Do sezóny vstoupila na pozici 70. hráčky žebříčku a s novým trenérem Saschou Bajinem. První událostí se stal Hopmanův pohár, kde v japonském týmu vytvořila dvojici s Jūičim Sugitou. Ve dvouhře podlehla Švýcarce Belindě Bencicové a zdolala Rusku Anastasiji Pavljučenkovovou. V pořadí druhý duel proti Spojeným státům neodehrála pro nemoc. Japonsko obsadilo poslední čtvrté místo základní skupiny s třemi mezistátními porážkami. Úvodní turnaj WTA rozehrála druhý lednový týden na Hobart International. V úvodním kole ji vyřadila Kazaška Julia Putincevová. Během Australian Open se probojovala do prvního osmifinále grandslamu, když vyřadila Slovenku Kristínu Kučovou, šestnáctou nasazenou Rusku Jelenu Vesninovou a Australanku Ashleigh Bartyovou. Následně odešla poražena od rumunské světové jedničky Simony Halepové. Na únorovém Qatar Total Open prošla do hlavní soutěže z kvalifikace. Ve druhém kole dvouhry ji zastavila lotyšská světová patnáctka Anastasija Sevastovová. Do navazujícího Dubai Tennis Championships pak obdržela divokou kartu. Během cesty do čtvrtfinále přehrála Francouzku Kristinu Mladenovicovou a Estonku Anett Kontaveitovou, než její cestu pavoukem ukončila Ukrajinka Elina Svitolinová.

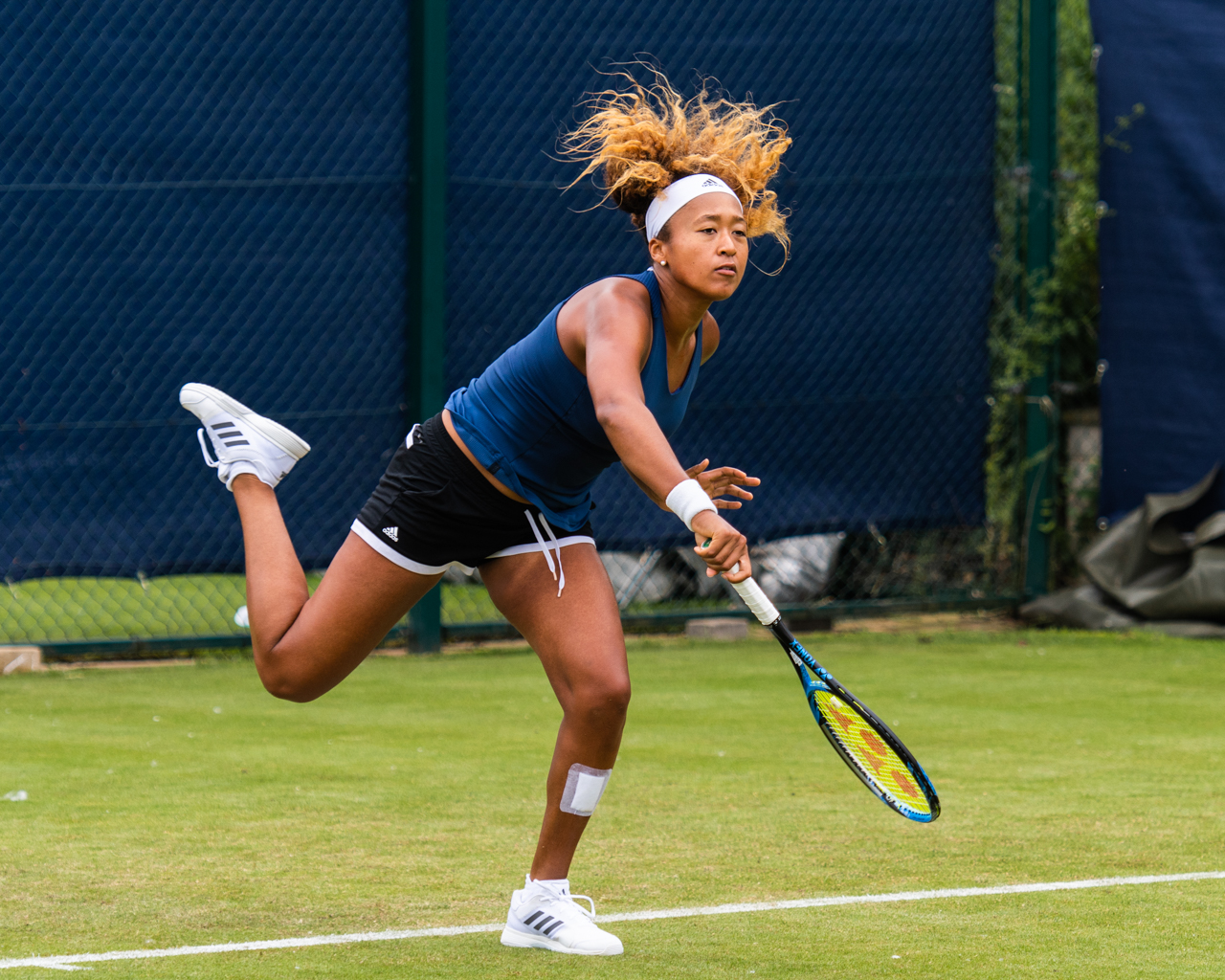
Trénink na nottinghamském Nature Valley Open

Premiérový titul na túře WTA Tour získala ve dvaceti letech na březnovém BNP Paribas Open v Indian Wells z kategorie Premier Mandatory. Jako čtyřicátá čtvrtá hráčka žebříčku si na úvod poradila s bývalou světovou jedničkou Marií Šarapovovou. Na tiskové konferenci pak uvedla: „Vždy jsem chtěla hrát s třemi hráčkami, Venus, [Šarapovovou] a Serenou. Nyní už čekám jen na zápas se Serenou,“ který přišel za necelé dva týdny. Bez ztráty sady pokračovala vítězstvími nad polskou jedenatřicítkou Agnieszkou Radwańskou a americkou kvalifikantkou Sachií Vickeryovou. Vyrovnanou třísetovou bitvu pak svedla s Řekyní Marií Sakkariovou, aby z ní poprvé prošla do čtvrtfinále turnaje Premier Mandatory. V něm na její raketě skončila další bývalá světová jednička a pátá žena žebříčku Karolína Plíšková. Premiérově si v semifinále poradila s úřadující první hráčkou klasifikace, a to Rumunkou Simonou Halepovou. Ve finále zdolala ve dvou setech 20letou Rusku Darju Kasatkinovou, která hrála poprvé jako členka světové dvacítky. Na podání při poměru her 3–3 odvrátila brejkovou možnost Rusky a v celém dalším průběhu prohrála již jen dva gamy. Stala se tak nejmladší šampionkou turnaje Premier Mandatory od triumfu Wozniacké na China Open 2010. Bodový zisk jí zajistil postup na 22. místo světového žebříčku.
Na druhém velkém březnovém turnaji, Miami Open v Key Biscayne, vyzvala v úvodním kole Serenu Williamsovou, která nastoupila ke čtvrtému utkání po návratu z mateřské dovolené. Po počáteční nervozitě porazila bývalou světovou jedničku po dvousetovém průběhu. Ve druhé fázi turnaje však nenašla recept na světovou čtyřku Svitolinovou.
Antukovou sezónu rozehrála na zelené antuce dubnového Volvo Car Open v Charlestonu, kam přijela v roli desáté nasazené. Po výhře nad Němkou Laurou Siegemundovou nestačila v osmifinále na třináctou ženu klasifikace Julii Görgesovou ve dvou setech. Následovaly vyřazení od Čang Šuaj na úvod Mutua Madrid Open a od Simony Halepové během římského Internazionali BNL d'Italia, když na světovou jedničku uhrála jediný game. Pařížské French Open znamenalo vyrovnání dva roky starého maxima postupem do třetího kola. V něm jako světová dvacítka podlehla třinácté nasazené Američance Madison Keysové.
Travnatou sezónu otevřela semifinálem na Nature Valley Open v Nottinghamu, do něhož postoupila po výhře nad pátou nasazenou Rumunkou Mihaelou Buzărnescuovou. Mezi poslední čtveřicí hráček však nestačila na australskou turnajovou jedničku a světovou sedmnáctku Ashleigh Bartyovou. Ve druhé fázi birminghamského Nature Valley Classic pak skrečovala slovinské kvalifikantce Dalile Jakupovićové, figurující na počátku druhé stovky klasifikace. Do Wimbledonu přijela v roli osmnácté nasazené. Po výhře nad Britkou Katie Boulterovou, startující na divokou kartu, soutěž opustila ve třetím kole po prohře od pozdější vítězky a světové desítky Angelique Kerberové.

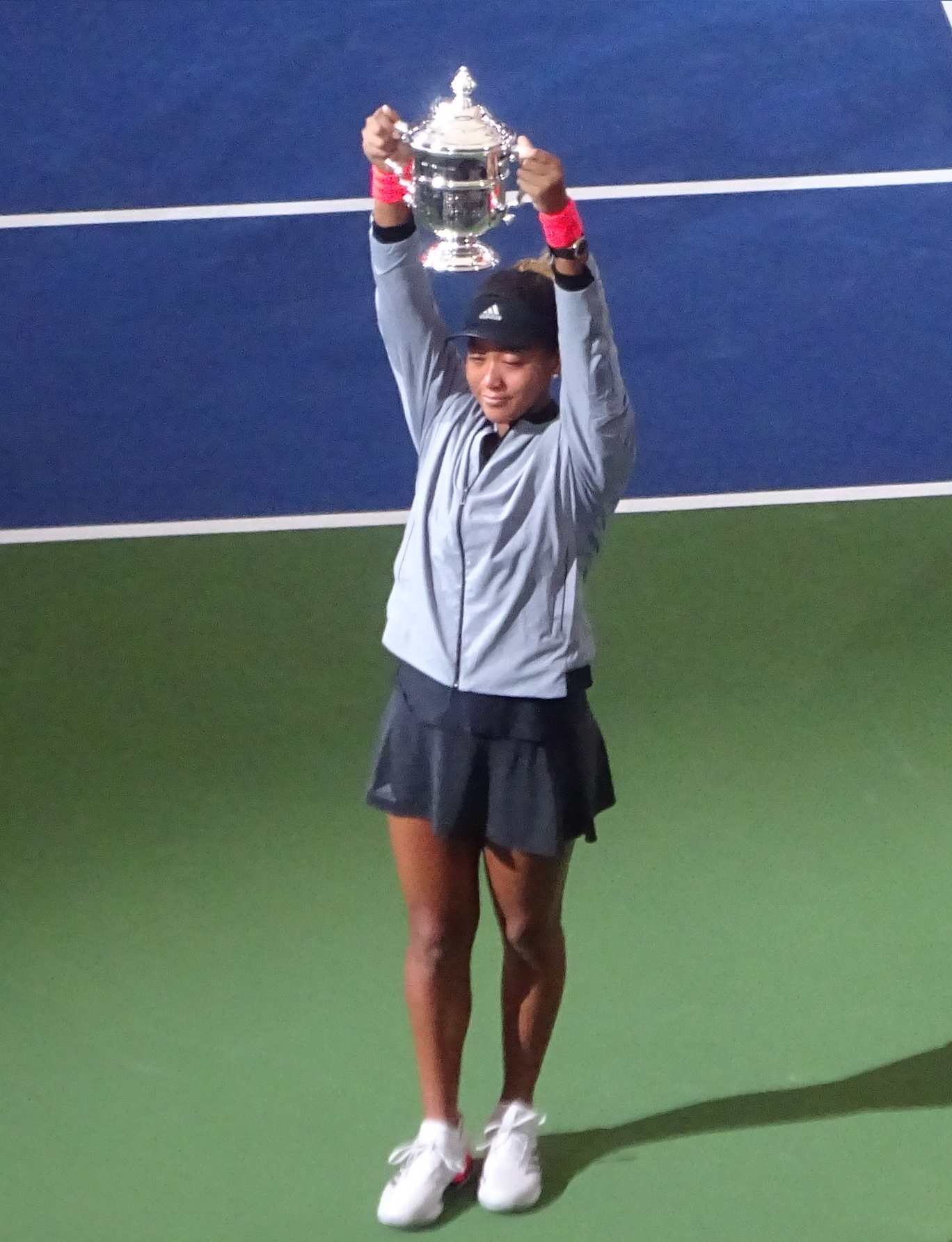
Titulem na US Open se Naomi Ósakaová stala prvním japonským tenistou v historii, který vyhrál grandslamovou dvouhru

V letní americké túře na betonech zaznamenala časné porážky během washingtonského Citi Open od Polky Magdy Linetteové, na montréalském Rogers Cupu od španělské kvalifikantky Carly Suárezové Navarrové a konečně na Western & Southern Open v Cincinnati od Řekyně Marie Sakkariové. Zlepšení formy přinesl až newyorský grandslam US Open, do něhož vstoupila jako turnajová dvacítka. Na cestě do finále na její raketě dohrály Laura Siegemundová, izraelská kvalifikantka Julia Glušková, Bělorusky Aljaksandra Sasnovičová, jíž uštědřila dva „kanáry“, i světová dvacítka Aryna Sabalenková, ve čtvrtfinále Lesja Curenková a poté čtrnáctá žena žebříčku Madison Keysová, obhajující finálovou účast. Následně vybojovala premiérovou grandslamovou trofej, když po dvousetovém průběhu zdolala 36letou Američanku Serenu Williamsovou. Stala se tak prvním japonským šampionem v historii grandslamové dvouhry. Rovněž představovala nejmladší vítězku US Open od výhry Marie Šarapovové v roce 2006. V následném vydání žebříčku WTA z 10. září 2018 se poprvé posunula do elitní světové desítky, když jí patřila 7. příčka. Desetizápasová neporazitelnost skončila ve finále zářijového Toray Pan Pacific Open v Tokiu, po porážce od světové osmičky Karolíny Plíškové ve dvou setech. Češka ji díky tomu vystřídala na sedmé příčce žebříčku. Na pekingském China Open nenašla v semifinále recept na Anastasiji Sevastovovou.
Jako třetí v pořadí si 2. října 2018 zajistila první účast na Turnaji mistryň. Dva dny poté se poprvé posunula na 4. místo světové klasifikace. Singapurské WTA Finals, hrané ve druhé polovině října, znamenalo čtvrtou příčku bílé základní skupiny. V ní postupně nestačila na Angelique Kerberovou, Sloane Stephensovou a po ztrátě úvodní sady skrečovala duel Kiki Bertensové.
Sezónu zakončila na 5. místě žebříčku WTA.

### 2019: Vítězka Australian Open a první asijská světová jednička
Do sezóny vstoupila jako druhá nasazená na lednovém Brisbane International, kde po výhře nad lotyšskou světovou jedenáctkou Anastasijí Sevastovovou podlehla v semifinále Ukrajince Lesje Curenkové. Následně zavítala jako světová čtyřka na Australian Open, kde v úvodních dvou kolech zdolala Polku Magdu Linetteovou a Slovinku Tamaru Zidanšekovou. Ve třetí fázi ztratila úvodní sadu s Tchajwankou Sie Šu-wej, a při stavu gamů 1–4 ve druhé, se ocitla na prahu vyřazení. Poté však získala jedenáct z posledních dvanácti her, jimiž zápas otočila. Ve čtvrtém kole porazila v lednu podruhé Sevastovovou a prošla do svého prvního čtvrtfinále v Melbourne Parku. V něm ji nezastavila ani šestá nasazená Ukrajinka Elina Svitolinová po třísetovém průběhu. Mezi poslední čtveřicí hráček zdolala světovou osmičku Karolínu Plíškovou, která držela aktivní bilanci výher a proher 2–1. V třísetovém utkání Japonka uplatnila agresivní hru, s přesně umisťovanými balóny. Na vítězné míče Češku výrazně přehrála poměrem 56–20, rovněž tak na esa 15–3. Postoupila tak do druhého grandslamového finále v řadě a stala se prvním japonským finalistou dvouhry na Australian Open.
Trofej z BNP Paribas Open v Indian Wells neobhájila po osmifinálovém vyřazení se Švýcarkou Belindou Bencicovou. Následovala časná porážka na Miami Open od Sie Šu-wej. Do svého prvního antukového semifinále se podívala na stuttgartském Porsche Tennis Grand Prix. Před utkáním však odstoupila pro zranění břišní stěny. Mutua Madrid Open znamenal čtvrtfinálovou účast a další prohru s Bencicovou. Ze čtvrtfinále římského Internazionali BNL d'Italia proti Kiki Bertensové se musela odhlásit pro zranění pravé ruky. V prvním kole grandslamového French Open obdržela na úvod „kanára“ od Slovenky Anny Karolíny Schmiedlové. Zápas však dokázala otočit, stejně jako další utkání proti Bělorusce Viktorii Azarenkové. Její šestnáctizápasová grandslamová neporazitelnost skončila ve třetí fázi, v níž ji vyřadila čtyřicátá druhá hráčka žebříčku Kateřina Siniaková.
Travnatou sezónu zahájila prohrou ve druhém kole s Julií Putincevovou na birmingamském Nature Valley Classic. Turnajová trofej pro Bartyovou znamenala, že ji Australanka po 21 týdnech vystřídala na čele světové klasifikace. Ve Wimbledonu utržila porážku již v úvodním kole opět od Putincevové.
Letní sezónu na amerických betonech rozehrála na kanadském Rogers Cupu, kde vyřadila kvalifikantky Tatjanu Mariovou a Igu Świątekovou, aby ve čtvrtfinále nenašla recept na Serenu Williamsovou. Přesto se po dohrání vrátila do čela světové klasifikace. Na US Open přijela v roli světové jedničky a obhájkyně titulu. V osmifinále potřetí v sezóně podlehla Švýcarce Bencicové, která tím ukončila 17zápasovou neporazitelnost Japonky na grandslamech s tvrdým povrchem.. Čtvrtou singlovou trofej si odvezla ze zářijového Toray Pan Pacific Open v rodné Ósace, když v rozhodujícím duelu porazila Rusku Anastasiji Pavljučenkovovou. Odehrála tak třetí finále z uplynulých čtyř ročníků turnaje. O dva týdny později triumfovala na události Premier Mandatory, pekingském China Open. Ve čtvrtfinále vyřadila úřadující šampionku US Open Biancu Andreescuovou a ve finále světovou jedničku Ashleigh Bartyovou, přestože v obou utkáních ztratila první set. Bodový zisk ji posunul na třetím místo klasifikace. Druhý rok v řadě se kvalifikovala na závěrečný WTA Finals, z něhož po úvodním vítězství nad Petrou Kvitovou odstoupila pro zranění pravého ramena.

### 2020: Druhá trofej na US Open

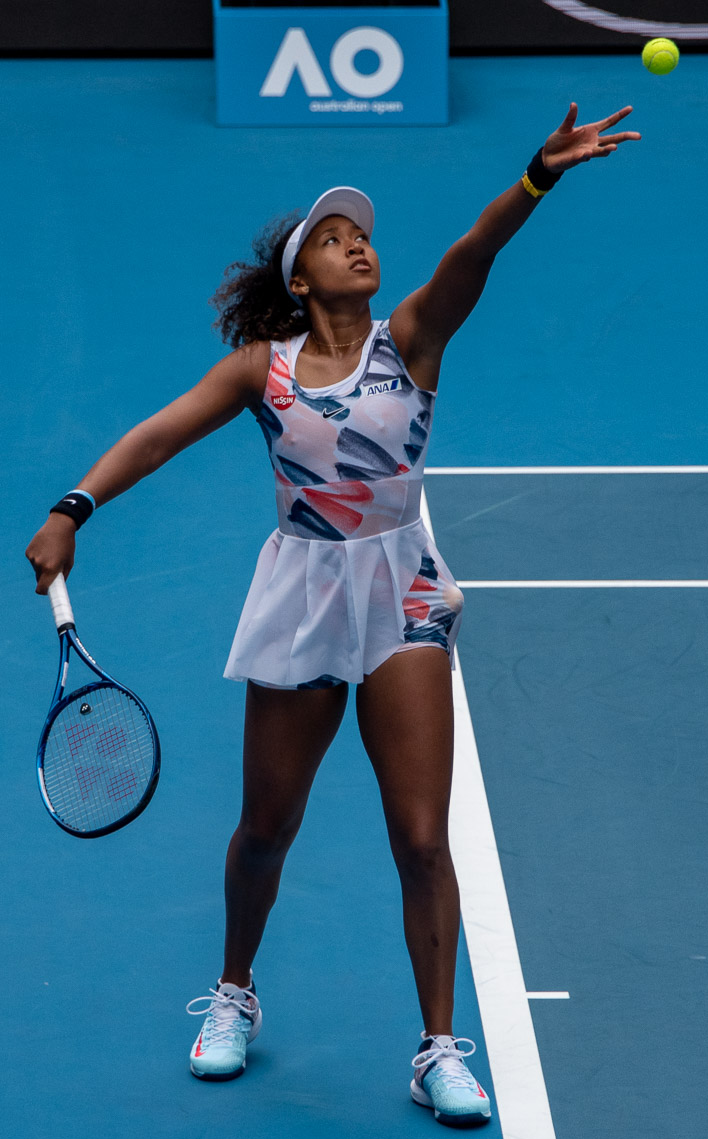
Podání na Australian Open, kde ve třetím kole podlehla 15leté Coco Gauffové

Sezónu otevřela na Brisbane International výhrami nad Sakkariovou, Keninovou a Bertensovou, než její cestu soutěží v semifinále ukončila Karolína Plíšková. Proti Češce přitom nevyužila mečbol ve druhé sadě. Grandslamové Australian Open znamenalo postup do třetího kola přes Marii Bouzkovou a Čeng Saj-saj, než jí prohru z US Open 2019 oplatila patnáctiletá Coco Gauffová, figurující na šedesáté sedmé příčce žebříčku. Z osmnácti naposledy odehraných zápasů tak utržila teprve druhou porážku.
Po pětiměsíčním přerušení sezóny pro pandemii koronaviru se probojovala do finále srpnového Western & Southern Open, jenž se výjimečně odehrával v New Yorku. Původně již nechtěla nastoupit k semifinále proti Mertensové v protestu proti násilí amerických policistů na občanech černé pleti, po jejich střelbě na neozbrojeného Jacoba Blakea ve wisconsinské Kenoshe. Na domluvu organizátorů a zástupců WTA duel odehrála, ale přivodila si v něm stehenní zranění hamstringu, které způsobilo její absenci ve finále s Azarenkovou. Navazující týden se v témže areálu konal druhý grandslam sezóny, US Open. Na podporu hnutí Black Lives Matter nosila během turnaje černé roušky se jmény Afroameričanů zabitých americkými policisty. Ve čtvrtém kole si poradila se čtrnáctou nasazenou Estonkou Anett Kontaveitovou. Poté vyřadila Shelby Rogersovou a Jennifer Bradyovou, s níž ztratila úvodní sadu. Ve finále potřetí v kariéře zdolala Bělorusku Viktorii Azarenkovou. Ve Flushing Meadows získala druhou trofej a celkově třetí grandslamovou. Zároveň se stala jedenáctou vícenásobnou šampionkou turnaje v otevřené éře. Přes ztrátu úvodní sady dokázala finále dovést do vítězného konce jako první hráčka od Arantxy Sánchezové Vicariové na US Open 1994. Bodový zisk ji posunul na 3. místo žebříčku, na kterém podruhé v řadě zakončila sezónu.

### 2021: Druhý titul na Australian Open
Sezónu ovlivněnou koronavirovou pandemií zahájila únorovou přípravou melbournského grandslamu na Gippsland Trophy v Melbourne Parku. Na cestě do semifinále vyřadila Francouzku Alizé Cornetovou, Britku ze čtvrté světové stovky Katie Boulterovou a Rumunku Irinu-Camelii Beguovou. Následně z turnaje odstoupila pro zranění, ačkoli v průběhu turnaje nebylo viditelné žádné omezení jejího pohybu.
V průběhu Australian Open ztratila jediný set ve čtvrtém kole se světovou čtrnáctkou Garbiñe Muguruzaovou. V utkání se ocitla na pokraji vyřazení, když v rozhodující sadě odvrátila za stavu 3–5 a 15:40 dva mečboly. Do finále pak prošla přes Tchajwanku Sie Šu-wej a desátou hráčku pořadí Serenu Williamsovou. V boji o titul zdolala americkou debutantku ve finále majoru Jennifer Bradyovou po dvousetovém průběhu. Získala tak čtvrtou trofej z turnajů „velké čtyřky“ a druhou na Australian Open. Jako třetí tenista otevřené éry, po Federerovi a Selešové, dokázala vyhrát první čtyři grandslamová finále. Rovněž se stala první čtyřnásobnou držitelkou grandslamu od Marie Šarapovové v roce 2012 a ve 23 letech nejmladší takovou šampionkou od Justine Heninové v roce 2005. Na turnajích „velké čtyřky“ zůstávala od čtvrtfinále dále neporažena, se zápasovou bilancí 12–0. Po melbournském majoru se posunula na 2.  místo žebříčku a šňůru vítězných utkání prodloužila na dvacet jedna, když naposledy prohrála v únoru 2020.
Sérii výher prodloužila na miamském turnaji spadajícího do kategorie WTA 1000 výhrami nad Tomljanovićovou a Mertensová na 23 zápasů, do nichž nastoupila. Její neporazitelnost ukončila ve čtvrtfinále Řekyně Maria Sakkariová, která Japonce v první setu nadělila „kanára“. Z odehraného zápasu odešla poražena poprvé od fedcupového debaklu v únoru 2020 a na tvrdém povrchu prohrála poprvé od třetího kola Australian Open 2020.
Na květnovém Mutua Madrid Open startovala poprvé od července 2019 na evropském kontinentu. V prvním antukovém zápase od fedcupové porážky v únoru 2020 zaznamenala premiérovou výhru na tomto povrchu po 23 měsících nad krajankou Doiovou. Ve druhém kole ji však zastavila dvacátá hráčka světa Karolína Muchová. Již po prvním zápase opustila druhý přípravný turnaj na antuce v Římě, kde ve dvou setech nestačila na Američanku Jessiku Pegulaovou.
Před grandslamovým French Open, kam přijížděla s možností návratu do čela žebříčku, na sebe upozornila prohlášením, že se nebude účastnit povinných tiskových konferencí po zápasech, když uvedla, že kontakt s novináři ohrožuje psychické zdraví tenistů. Po vítězném utkání prvního kola nad Rumunkou Țigovou sice poskytla rozhovor na kurtu bezprostředně po zápase, následnou konferenci ale vynechala. Reakcí pořadatelů, ke které se připojili představitelé zbylých grandslamů, byla pokuta ve výši 15 000 dolarů s varováním, že při pokračujícím porušování povinností může být suspendována z probíhajícího majoru i následných událostí velké čtyřky. Následující den z turnaje odstoupila s odkazem na své mentální problémy a deprese, kterými trpěla od roku 2018. Následovala herní pauza, když se neúčastnila žádného přípravného turnaje na trávě a ani samotného Wimbledonu.
Na okruh se vrátila v polovině července na tokijské olympiádě, kde vůbec jako první tenistka zažehla olympijský oheň. Jedinou soutěží, do které zasáhla, se stala ženská dvouhra, kde navzdory hernímu výpadku plnila roli favoritky. Po jasných výhrách nad Čeng Saj-saj a Golubicovou, se kterými ztratila po pěti gamech, ji ve třetím kolem překvapivě vyřadila nenasazená Češka a pozdější stříbrná medailistka Markéta Vondroušová. Jedinou přípravou před newyorským grandslamem se stal cincinnatský Western & Southern Open, na němž ve třetí fázi nestačila na Švýcarku z osmé desítky Jil Teichmannovou. V roli obhájkyně titulu přijela na US Open, kde dohrála opět ve třetím kole. Osmnáctileté přemožitelce Leylah Fernandezové z osmé desítky žebříčku nabídla první brejkbolovou příležitost až v závěru druhé sady za stavu her 6–5, kdy podávala na vítězství. Kanaďanka si ziskem tiebreaku vynutila třetí sadu, v níž Japonce prolomila podání hned v úvodní gamu. Náskok již udržela do konce utkání. Pro pokračující psychické problémy nezasáhla do konce roku na žádného dalšího turnaje. Ztráta neobhájených bodů z podzimu 2019 vedla k opuštění první desítky hodnocení a zakončení roku na 13. místě.

### 2022: Propad do páté desítky a těhotenství
V roli obhájkyně startovala na Australian Open. V prvních dvou kolech neztratila set proti Camile Osoriové ani Madison Brengleové. Lépe vstoupila i do zápasu třetího kola proti Amandě Anisimovové, proti níž vyhrála první set. Za stavu 5–4 ve třetím dějství měla proti Američance dvě mečbolové příležitosti, nevyužila je a následně prohrála v tiebreaku rozhodující sady. Ani při svém čtvrtém pokusu o obhájení titulu z grandslamu nepostoupila dále než do čtvrtého kola. Bodová ztráta znamenala propad o sedmdesát příček na 84. místo, její nejhorší umístění od srpna 2016.

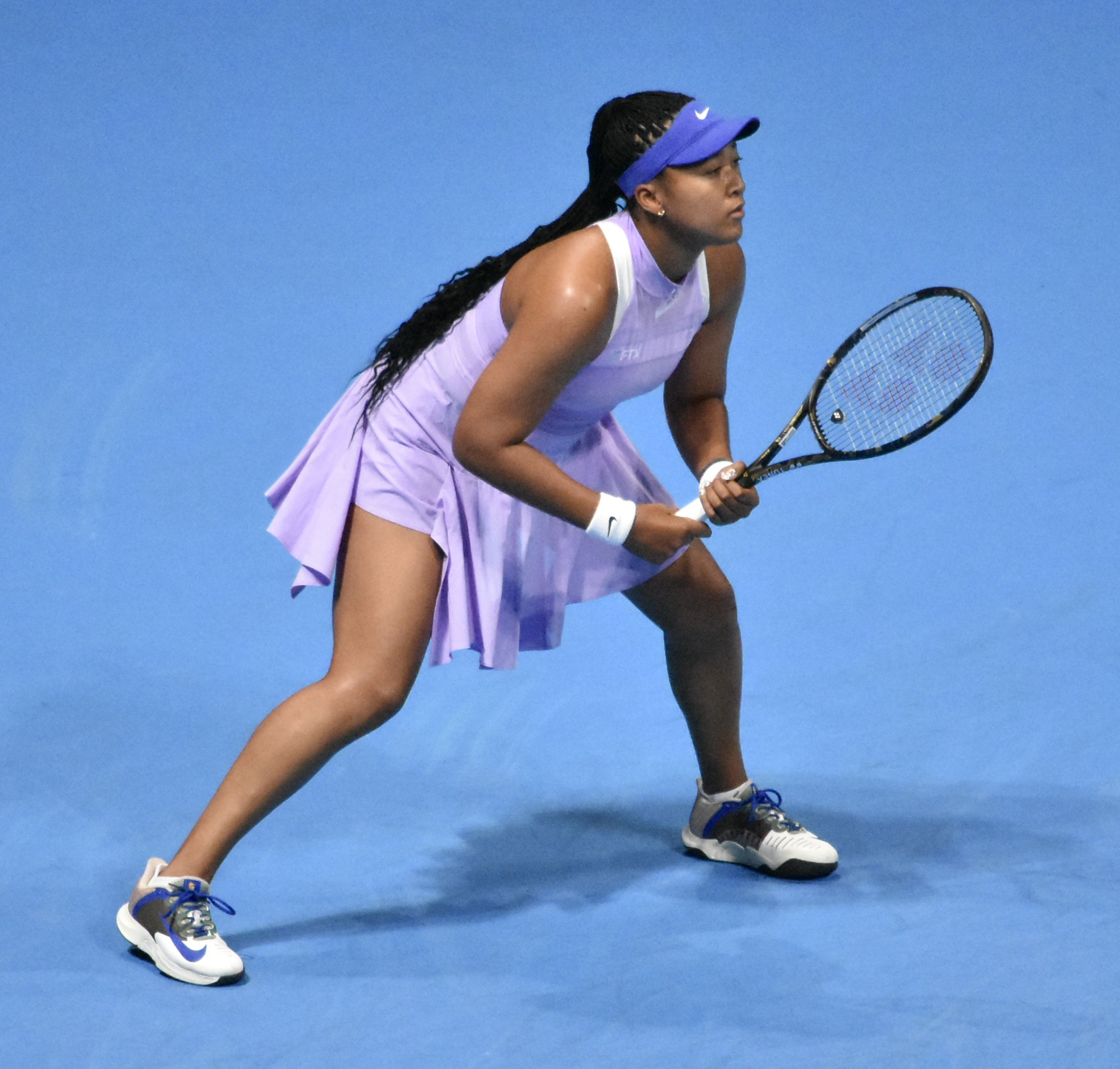
Na příjmu tokijského Toray Pan Pacific Open

Na BNP Paribas Open porazila v ostře sledovaném zápase prvního kola Stephensovou, aby ji ve druhém kole porazila jednadvacátá nasazená Veronika Kuděrmetovová. V utkání působila nekoncentrovaným dojmem poté, co v úvodu utkání jedna z divaček na Japonku vykřikla, že „nestojí za nic.“ Z kurtu po zápase odcházela v slzách, když zmínila, že se jí vybavil rasisticky motivovaný incident vůči sestrám Williamsovým z roku 2001. Zlepšenou formou se prezentovala v Miami, kde poprvé od února předcházejícího roku postoupila do finále. Ve druhém kole přehrála turnajovou třináctku Kerberovou, v zápasu třetího kola jí nenastoupila Muchová, ve čtvrtfinále deklasovala finalistku Australian Open a světovou jedenáctku Collinsovou a v semifinále otočila díky 18 esům nepříznivě se vyvíjející utkání proti Bencicové, kterou porazila na okruhu WTA vůbec poprvé. Ve finále jí nadělila kanára nastávající světová jednička Iga Świąteková.
Na antuce odehrála jen dva turnaje s celkovou bilancí jedné výhry a dvou porážek. V Paříži ji, stejně jako v Melbourne, vyřadila Anisimovová, tentokrát již v prvním kole. Wimbledon, stejně jako celou travnatou šňůru, druhý rok po sobě vynechala, když jako důvod uvedla, že bez udělování bodů na londýnském majoru se jedná „spíše o exhibici“.
Zlepšení formy nepřinesl návrat na ani severoamerické betony. Jedinou výhru zaznamenala na Silicon Valley Classic nad Čeng Čchin-wen, než prohrála s Gauffovou. V Torontu nedohrála utkání prvního kola proti Kanepiové a v Cincinnati dohrála na raketě Čang Šuaj. Z US Open byla vyřazena poprvé již v prvním kole, když ji přehrála Danielle Collinsová. Poprvé od sezóny 2017 tak nezískala grandslamový titul. Posledním turnajem v sezóně se pro ni stal zářijový Toray Pan Pacific Open, na němž obhajovala trofej. V úvodním kole jí po odehrání jednoho gamu skrečovala Australanka Darja Savilleová, když si přetrhla přední zkřížený vaz v levém kolenu. Před druhým zápasem s Haddad Maiovou však ze soutěže odstoupila i Japonka kvůli nemoci.
Před lednovým Australian Open 2023 oznámila těhotenství. Po narození dcery Shai v červenci 2023 zveřejnila záměr se na okruh vrátit letní australskou sezónou v lednu 2024.

### 2024: Návrat na okruh a čtvrtfinálová maxima
Prvním turnajem po narození dcerya 15měsíční pauze se pro ni stalo Brisbane International, kde v prvním kole porazila Němku Tamaru Korpatschovou ve dvou setech. Ve druhém kole ji zastavila Češka Karolína Plíšková po třísetovém souboji. Na Australian Open nepřešla vůbec poprvé v kariéře první kolo, když nad její síly byla devatenáctá hráčka světa Caroline Garciaová. Francouzce porážku oplatila na úvod Qatar Open, kde po výhře nad Martićovou a odstoupením Curenkové postoupila do čtvrtfinále. V něm podlehla ve dvou zkrácených hrách Plíšková. Bodový zisk jí zajistil posun z osmé do třetí světového stovky hodnocení. Severoamerické BNP Paribas Open i Miami Open znamenaly postupy do třetích kol, po výhrách nad hráčkami z první dvacítky Ljudmilou Samsonovovou, resp. Elinou Svitolinovou. V Indian Wells nestačila v boji o osmifinále na Elise Mertensovou, v Miami pak podruhé v sezóně na Garciaovou. Ve druhé sadě ztratila proti Francouzce vedení 4–2 na gamy.
V dubnové kvalifikaci Billie Jean King Cupu přispěla k výhře Japonek nad Kazachstánkami 3–1 na zápasy výhrou se světovou padesátkou Julií Putincevovou. V utkání zahrála patnáct es a nedopustila se žádné dvojchyby. Dva týdny poté obdržela jako 192. hráčka žebříčku divokou kartu na Rouen Open. Do antukového turnaje zasáhla poprvé od French Open 2022. Časnou dvousetovou porážku utržila od Italky Martiny Trevisanové. Z Rouen tak odjížděla s celkovou bilancí zápasů na antuce 28–23. Po zvládnutém vstupu do Mutua Madrid Open s belgickou šťastnou poraženou z kvalifikace Greet Minnenovou, ukončila její cestu soutěží světová sedmnáctka Ljudmila Samsonovová ve třech setech. Na římském Internazionali BNL d'Italia poprvé v kariéře porazila na antuce členky světové dvacítky, dvacátou Martu Kosťukovou a jedenáctou v pořadí Darju Kasatkinovou. V osmifinále nenašla recept na sedmou ženu klasifikace Čeng Čchin-wen z Číny, kterou do podzimu 2023 trénoval Wim Fissette než se vrátil k Ósakaové. Z pozice 134. hráčky žebříčku postoupila přes Italku Bronzettiovou do druhého kola French Open. V něm ztratila úvodní sadu proti světové jedničce Ize Świątekové v tiebreaku. Poté si však vypracovala vedení 6–1, 5–2 a 30:0. Přesto zápas ztratila, když polská dvojnásobná obhájkyně titulu získala pět závěrečných gamů, během nichž odvrátila mečbol. Polka tak zvítězila ve druhém ze tří vzájemných utkání.
Druhé sezónní čtvrtfinále si zahrála na travnatém Libéma Open, po výhrách nad členkou čtvrté desítky Elise Mertensovou a Nizozemkou Suzan Lamensovou startující na divokou kartu. V něm však nezvládla tiebreak třetí závěrečné sady proti Kanaďance z třetí stovky žebříčku Biance Andreescuové. Odehrála tak první turnaj na trávě za předchozích pět let. Časnou porážku na závěrečné generálce londýnského grandslamu, berlínském ecotrans Ladies Open, jí přivodila světová osmička Čeng Čchin-wen po třísetovém průběhu. Do wimbledonské dvouhry vstoupila výhrou nad Francouzkou Dianou Parryovou, než ji zastavila sedmnáctá žena klasifikace Emma Navarrová. Druhou olympijskou účast, na pařížských hrách v areálu Rolanda Garrose, završila již v úvodním kole porážkou od Němky Angelique Kerberové. Jednalo se o jediný zápas olympijského turnaje mezi dvěma grandslamovými šampionkami a bývalými světovými jedničkami. Šestnáctou hráčku světa, Tunisanku Ons Džabúrovou, hladce vyřadila při vstupu do torontského National Bank Open. Poté ji však letní prohru z trávy oplatila Mertensová. Na navazujícím Cincinnati Open nezískala divokou kartu a jako 90. tenistka žebříčku musela odehrát kvalifikaci. V jejím úvodu zdolala světovou osmdesátku Annu Blinkovovou. Do hlavní soutěže ji však nepustila Američanka Ashlyn Kruegerová. Jako dvojnásobná šampionka newyorského majoru rozehrála US Open vítězstvím nad světovou desítkou Jeļenou Ostapenkovou. Připsala si tak první výhru nad členkou Top 10 po více než čtyřech letech. V dalším utkání podlehla Češce z šesté desítky Karolíně Muchové, pokračující v návratu na okruh po desetiměsíčním výpadku. Ve druhé sadě přitom za stavu 5–4 a 40:0 na podání nevyužila tři setboly. Druhé dějství a tím i celý zápas však ztratila.

### 2025
Sezónu otevřela v Aucklandu jako sedmá nasazená. Přes čtyři níže postavené a nenasazené soupeřky postoupila do svého prvního finále od návratu po mateřské pauze Miami Open 2022. Finálovou soupeřkou jí byla 22letá Dánka Clara Tausonová, proti které vyhrála první set, poté si ale vyžádala ošetření fyzioterapeuta a zápas ukončila pro svalové zranění břišní stěny. Grandslamové maximum po návratu po porodu si vylepšila na Australian Open, když porazila dvě bývalé hráčky z první světové desítky Caroline Garciaovou a světovou dvacítku Karolínou Muchovou, které oplatila vyřazení z US Open 2024. Ve třetím kole vzdala po prohraném prvním setu utkání s další tenistkou vracející se na okruh po mateřské pauze, Švýcarce Belindě Bencicové.

## Herní styl
Naomi Ósakaová praktikuje agresivní útočný styl od základní čáry, se schopností zahrát vítězné míče z obou stran. Preferuje vytváření nátlakové hry tvrdými forhendy, ovšem zakončit míče dokáže i přesnými bekhendy. Stabilní složkou herního rejstříku je tvrdý a konzistenstní servis, který dosahuje rychlosti až 200 km/h.

## Vybavení a obchodní aktivity
V roce 2016 začala tenistku v obchodních záležitostech zastupovat společnost IMG.

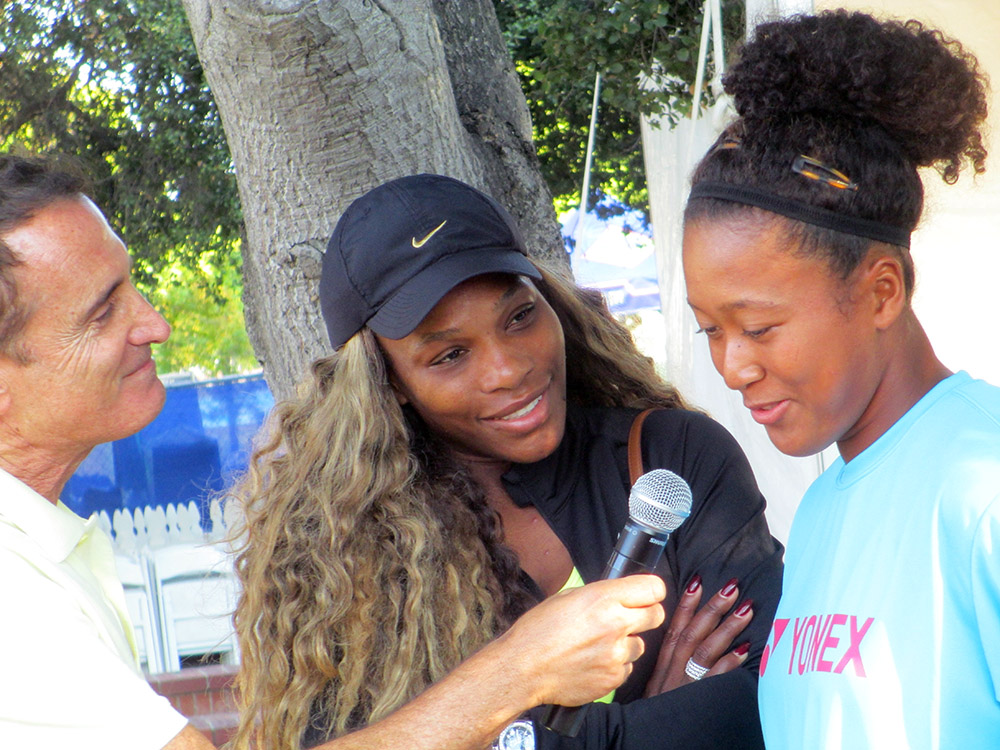
Rozhovor s Ósakaovou a Serenou Williamsovou na Stanford Classic 2014

Japonský sportovní výrobce Yonex jí od roku 2008 poskytuje tenisovou raketu a výplety. K sezóně 2021 hrála s modelem Yonex EZONE 98 a strunami Polytour Pro 125. S americkou firmou Nike podepsala smlouvu v roce 2019, s ročním příjmem přes 10 milionů dolarů minimálně do roku 2025. Po čtyřech letech tak přešla od německého Adidasu.
Působí jako ambasadorka japonské automobilky Nissan a výrobce japonské elektroniky Citizen Watch. Obchodní smlouvy uzavřela s dalšími japonskými společnostmi, včetně výrobce nudlí Nissin Foods, kosmetiky Shiseido, televizní stanice Wowow a aerolinií All Nippon Airways (ANA). V lednu 2021 se stala tváří hodinářské firmy TAG Heuer a oděvní společnosti Louis Vuitton.
Ósakaová se zařadila k nejvíce obchodně vázaným sportovkyním světa. Časopis Forbes ji v žebříčku z května 2020 uvedl za nejvíce vydělávající sportovkyni světa v předchozích dvanácti měsících, s výdělkem 37,4 milionů dolarů. Jednalo se o historický rekord v ženském sportu, jenž do té doby držela Maria Šarapovová s příjmem 29,7 milionů v roce 2015.

## Trenérské vedení

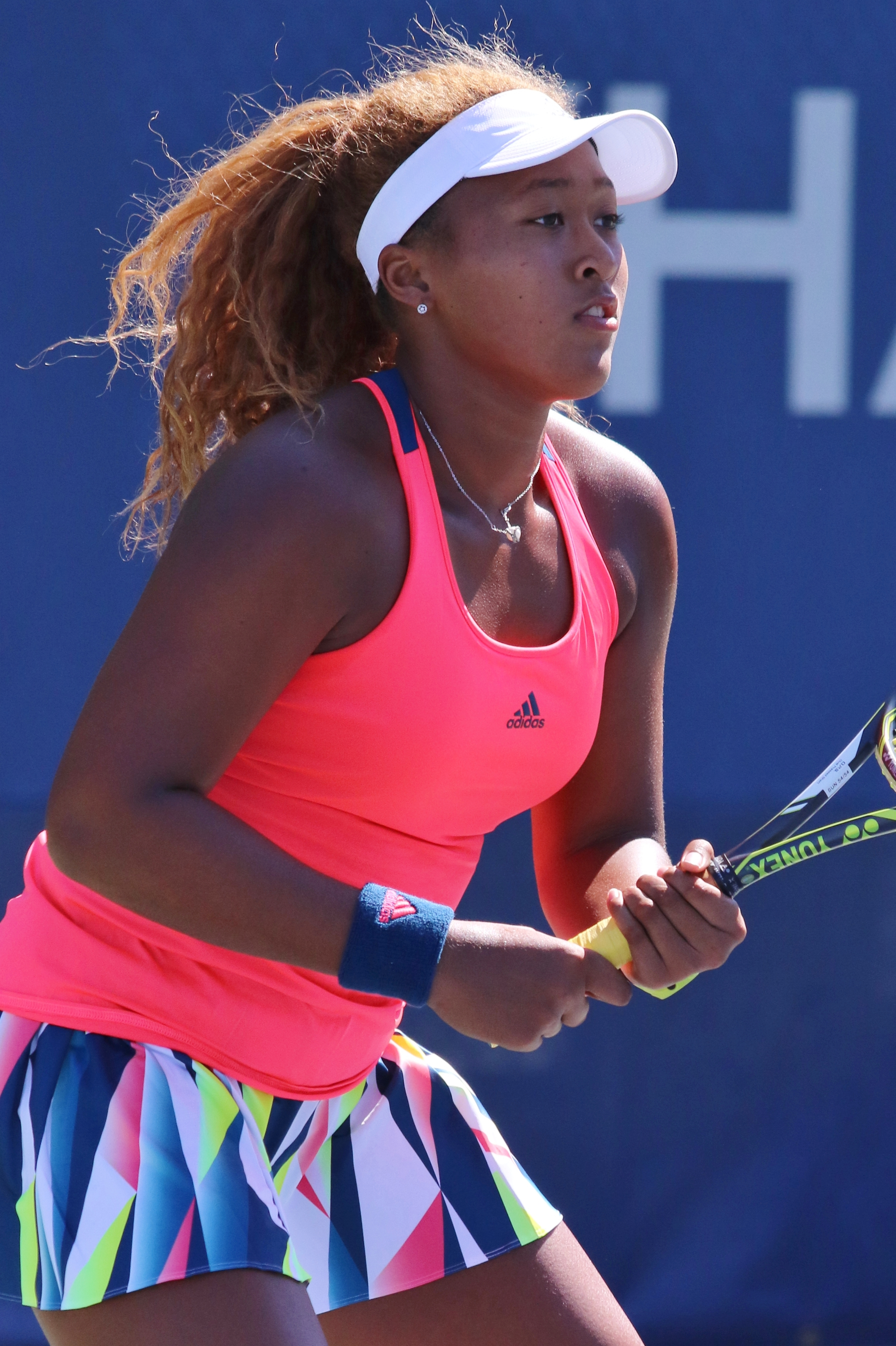
Na US Open 2016 prohrála ve třetím kole s Madison Keysovou

Od tří let ji vedl otec Leonard François. Po zahájení kariéry na okruhu ITF se mezi první kouče zařadil Patrick Tauma. V sezóně 2013, kdy postoupila do premiérového finále, ukončili spolupráci. Sedm měsíců roku 2014 se připravovala v akademii Harolda Solomona, bývalého člena první světové pětky a finalisty French Open, jenž měl zkušenost práce s Jennifer Capriatiovou a Mary Joe Fernandezovou. Pod jeho vedením vyhrála v šestnácti letech debutový zápas na okruhu WTA Tour nad Samanthou Stosurovou. Po porážce na US Open 2016, kde prohospodařila vedení 5–1 na gamy v rozhodující sadě, jí Japonský tenisový svaz pomohl v angažování nového trenéra Davida Taylora.
Po nevýrazné sezóně 2017 se koučem stal Sascha Bajin, který předtím spolupracoval se Serenou Williamsovou, Viktorií Azarenkovou a Caroline Wozniackou. Pod Bajinovým dohledem vyhrála na jaře 2018 první titul WTA a navázala dvěma grandslamovými trofejemi v řadě. V lednu 2019 se stala první japonskou světovou jedničkou. Bajin se stal vítězem debutového ročníku kategorie trenér roku, vyhlašované Ženskou tenisovou asociací (WTA). Krátce po triumfu na Australian Open 2019 však Ósakaová oznámila překvapivé ukončení spolupráce, se sdělením, že „nemůže nadřadit úspěch nad [svým] štěstím“. V únoru 2019 ji začal koučovat Jermaine Jenkins, který také působil jako sparingpartner Venus Williamsové. Ukončení spolupráce oznámila v září téhož roku. Trenérské role se ujal otec Leonard François, pod jehož vedením získala dva tituly. Na počátku roku 2020 angažovala Belgičana Wima Fissetta, který do té doby vedl Azarenkovou. Spolupráce skončila v červenci 2022. Následně obnovila spolupráci se svým otcem Françoisem. Po skončení spolupráce s Čeng Čchin-wen v závěru sezóny 2023 se Fissette vrátil k Ósakaové v lednu 2024, po jejím obnovení kariéry. Druhý rozchod následoval po zářijovém US Open 2024.
Od října 2024 do července 2025 se připravovala pod vedením Francouze Patricka Mouratogloua, bývalého trenéra Sereny Williamsové. Na Canadian Open 2025 navázala, na zkušební období, spolupráci s polským koučem Tomaszem Wiktorowskim, jenž vedl Radwańskou i Świątekovou.

### Seznam trenérů
- Patrick Tauma (2013)[163]
- Harold Solomon (2014)[14]
- David Taylor (2016–2017)[164]
- Sascha Bajin (2018–2019)[32]
- Jermaine Jenkins (2019)[155][156]
- Leonard François (2019, 2022)[156][160]
- Wim Fissette (2020–2022 a leden až září 2024)[113][158][161]
- Patrick Mouratoglou (říjen 2024 – červenec 2025)[165]
- Tomasz Wiktorowski (od července 2025)[162]

## Hráčské statistiky

### Finále na Grand Slamu

#### Ženská dvouhra: 4 (4–0)
| Stav    | rok  | turnaj              | povrch | soupeřka ve finále  | výsledek           |
| ------- | ---- | ------------------- | ------ | ------------------- | ------------------ |
| Vítězka | 2018 | US Open             | tvrdý  | Serena Williamsová  | 6–2, 6–4           |
| Vítězka | 2019 | Australian Open     | tvrdý  | Petra Kvitová       | 7–6(7–2), 5–7, 6–4 |
| Vítězka | 2020 | US Open (2)         | tvrdý  | Viktoria Azarenková | 1–6, 6–3, 6–3      |
| Vítězka | 2021 | Australian Open (2) | tvrdý  | Jennifer Bradyová   | 6–4, 6–3           |

### Chronologie výsledků na Grand Slamu
| Turnaj          | 2013 | 2014 | 2015 | 2016    | 2017    | 2018    | 2019    | 2020    | 2021    | 2022    | 2023 | 2024    | 2025    | SR     | V–P   |
| --------------- | ---- | ---- | ---- | ------- | ------- | ------- | ------- | ------- | ------- | ------- | ---- | ------- | ------- | ------ | ----- |
| Grand Slam      |      |      |      |         |         |         |         |         |         |         |      |         |         |        |       |
| Australian Open | A    | A    | A    | 3. kolo | 2. kolo | 4. kolo | Vítěz   | 3. kolo | Vítěz   | 3. kolo | A    | 1. kolo | 3. kolo | 2 / 9  | 26–7  |
| French Open     | A    | A    | A    | 3. kolo | 1. kolo | 3. kolo | 3. kolo | A       | 2. kolo | 1. kolo | A    | 2. kolo | 1. kolo | 0 / 8  | 8–7   |
| Wimbledon       | A    | A    | 1Q   | A       | 3. kolo | 3. kolo | 1. kolo | NH      | A       | A       | A    | 2. kolo | 3. kolo | 0 / 5  | 7–5   |
| US Open         | A    | A    | 2Q   | 3. kolo | 3. kolo | Vítěz   | 4. kolo | Vítěz   | 3. kolo | 1. kolo | A    | 2. kolo |         | 2 / 8  | 23–6  |
| výhry–prohry    | 0–0  | 0–0  | 0–0  | 6–3     | 5–4     | 14–3    | 12–3    | 9–1     | 9–1     | 2–3     | 0–0  | 3–4     | 4–3     | 4 / 30 | 64–25 |

Vysvětlivky
1. ↑  Odstoupení před 2. kolem French Open 2021 nebylo započítáno jako porážka.

| Legenda | Legenda                                   | Legenda | Legenda                     |
| ------- | ----------------------------------------- | ------- | --------------------------- |
| SR      | poměr vyhraných turnajů ku všem odehraným | W–L V–P | výhry–prohry                |
| NH      | daný rok se turnaj nekonal                | A       | turnaje se hráč nezúčastnil |
| 1Q / LQ | prohra v (kole) kvalifikace               | 1k / 1R | prohra v daném kole turnaje |
| QF / ČF | prohra ve čtvrtfinále                     | SF      | prohra v semifinále         |
| F       | prohra ve finále                          | Vítěz   | vítězství v turnaji         |